# Biskupice, Chrudim
Biskupice là một làng thuộc huyện Chrudim, vùng Pardubický, Cộng hòa Séc.